# Wasserburg Bruggen
Die Wasserburg Bruggen ist eine abgegangene Wasserburg hinter der Kapelle im Dorf Bruggen, einem heutigen Stadtteil von Bräunlingen im Schwarzwald-Baar-Kreis in Baden-Württemberg.

## Geschichte
Vermutlich wurde die kleine Wasserburg im 12. oder 13. Jahrhundert erbaut, da eine örtliche Adelsfamilie, die vermutlich Ministeriale der Fürstenberger waren, von 1281 bis 1307 genannt wird. Im 15. Jahrhundert war das Lehen von den Fürstenbergern an die Herren von Almshofen vergeben. 1498 kaufte Graf Heinrich von Fürstenberg die Burg.